# Castillo de Espills
El castillo de Espills era el castillo medieval, de época románica, del pueblo de Espills, perteneciente al término municipal de Tremp, en la comarca del Pallars Jussá en la provincia de Lérida.
En una roca en un espolón de las laderas del Grau de Espills, sobre la orilla izquierda del Noguera Ribagorzana, el castillo de Especulos destaca como puesto de vigilancia fronterizo desde antes del año 1000.
Está citado como castillo de término entre Arén de Noguera, Montañana y Castisent, perteneció siempre al condado de Pallars Jussá, en el que se había integrado por conquista. Sin embargo, fue un castillo disputado entre los dos condes pallareses, y se tiene constancia de que la tregua fue rota en Espillss para Artau I de Pallars Sobirá muchas veces.
La familia instalada en el castillo de Espills como castellanos tomó el apellido del nombre del castillo, y parece que estaba emparentada por un lado con los señores de Cornudella, y por otro con los Sapeira.
En el siglo XII pasó, como la mayor parte del antiguo término de Sapeira, a manos de la baronía de Erill.